# Carlos Pérez Álvarez
Carlos Pérez Álvarez (1 de novembre de 1971 - 5 de juliol de 2006) va ser un futbolista gallec, que ocupava la posició de migcampista.

## Trajectòria
Sorgeix del planter del Celta de Vigo, amb qui debuta la temporada 90/91 amb el primer equip. Dos anys després, el 1992, assoleix l'ascens a la màxima categoria. Romandria al club de Balaídos fins a 1996, sumant un total de 47 partits. La temporada 96/97 va ser cedit a l'Almería CF, de la Segona Divisió.
Sense continuïtat al Celta de Vigo, el 1998 marxa a Portugal, on milita en diferents equips, com el GD Chaves, el Vitória de Guimarães i Nacional da Madeira. Retorna a Galícia el 2004, per recalar al CD Ourense, equip en el qual es retira a l'any següent.
Carlos Pérez va faltar el 5 de juliol de 2006, en un accident domèstic que va tenir lloc a la seua llar a Nigrán, a causa de la caiguda d'una columna.